# Guillermo Castro
Guillermo Antonio Castro Orellana (né le 25 juin 1940 à San Salvador au Salvador) est un joueur de football international salvadorien, qui évoluait au poste de défenseur, avant de devenir ensuite entraîneur.

## Biographie

### Carrière de joueur

#### Carrière en sélection
Avec l'équipe du Salvador, il figure dans le groupe des sélectionnés lors de la Coupe du monde de 1970. Lors du mondial, il dispute une rencontre face à l'Union soviétique.
Il participe également aux Jeux olympiques de 1968 organisés au Mexique.

## Palmarès
Atlético Marte
- Championnat du Salvador (2) :
  - Champion : 1968-69 et 1970.